# Spinellsvart

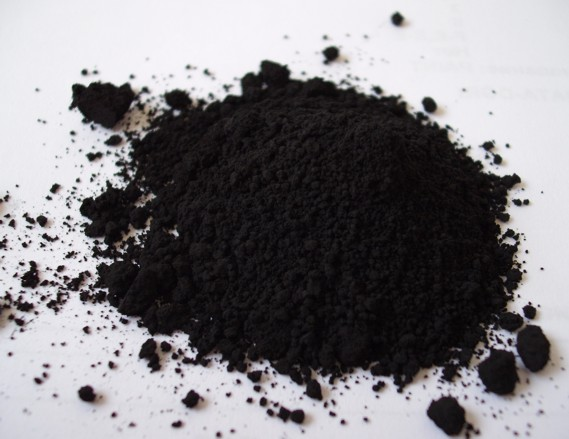
Spinellsvart,
här av typen kopparkromit,
C.I. Pigment Black 28

Spinellsvart (engelska: spinel black) är ett vanligt namn på ett antal svarta färgpigment som kemiskt är blandoxider i mineralgruppen spineller. De tillhör därmed gruppen komplexa oorganiska pigment. Spinellsvart kan ha mycket mörk och samtidigt neutral ton.

## Egenskaper
Likt andra spinellpigment, har dessa utmärkt ljusäkthet och hög tålighet för kemikalier, för sura och basiska miljöer, liksom för hög värme, varför de är lämpliga även vid infärgning av plaster och för keramik.
Även om spinellsvart i sig anges som mycket mörkt svarta pigment, är färgstyrkan inte särskilt stor.
| Pigment Black 22 | 77429 | kopparkromjärnoxid | Cu(Fe,Cr)2O4      | [ 6 ] [ 7 ]        |
| Pigment Black 26 | 77494 | manganferrit       | (Fe,Mn)(Fe,Mn)2O4 | [ 2 ] [ 4 ] [ 8 ]  |
| Pigment Black 28 | 77428 | kopparkromit       | CuCr2O4           | [ 1 ] [ 4 ] [ 9 ]  |
| Pigment Black 30 | 77504 | nickeljärnkromit   | (Ni,Fe)(Cr,Fe)2O4 | [ 1 ] [ 4 ] [ 10 ] |